# Hrabovec nad Laborcom
Hrabovec nad Laborcom és un poble i municipi d'Eslovàquia. Es troba a la regió de Prešov, al nord del país.

## Història
La primera referència escrita de la vila data del 1463.

## Demografia
| Godina             | 1994 | 2004   | 2014   | 2024   |
| ------------------ | ---- | ------ | ------ | ------ |
| Nombre de persones | 578  | 591    | 538    | 493    |
| Diferència         |      | +2,24% | −8,96% | −8,36% |

| Godina             | 2023 | 2024  |
| ------------------ | ---- | ----- |
| Nombre de persones | 500  | 493   |
| Diferència         |      | −1,4% |